# Andalgalornis
Andalgalornis steulleti
Genre
Espèce
Synonymes
- Andalgalornis ferox Patterson & Kraglievich, 1960[1]
- Phorohacos deautieri Kraglievich, 1931[1]
- Phororhacos steulleti Kraglievich, 1931[1]

Andalgalornis est un genre éteint de très grands oiseaux inaptes au vol appartenant à la famille également éteinte des Phorusrhacidae, plus connue sous le nom d'« oiseaux-terreur ».
Andalgalornis steulleti est la seule espèce de ce genre, elle a vécu en Argentine au cours du Miocène supérieur, il y a environ entre 9 et 6,8 Ma (millions d'années). Elle a été initialement décrite en 1931 par Lucas Kraglievich (d) sous le protonyme de Phororhacos steulleti.
Le genre Andalgalornis a été créé en 1960 par Bryan Patterson (d) et Jorge Lucas Kraglievich (d), ce dernier étant le fils de Lucas Kraglievich.

## Morphologie

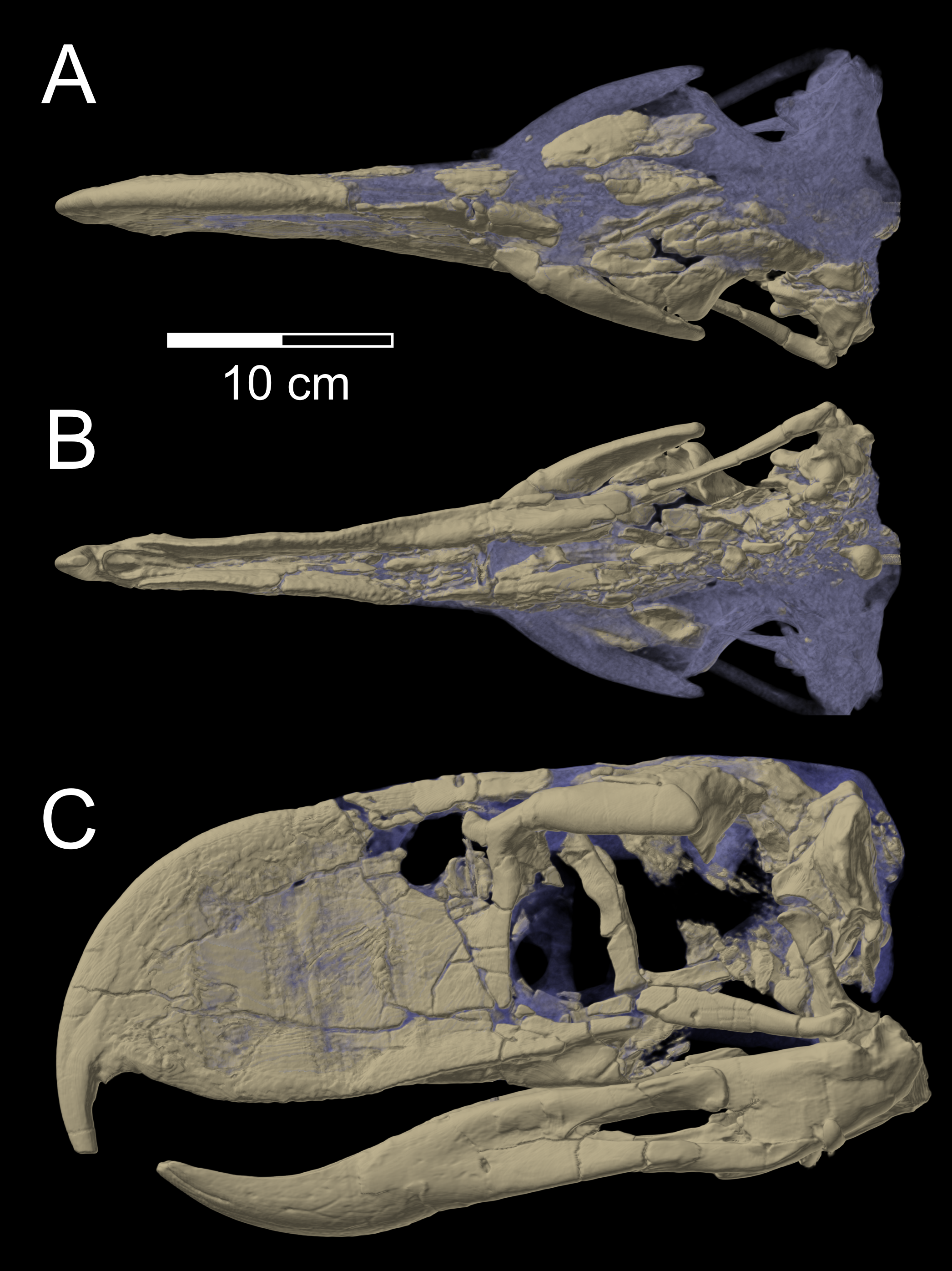
Différentes vues par tomodensitométrie du crâne holotype (P 14357) d'Andalgalornis situé au Musée Field.

Andalgalornis mesure environ 1,50 mètre de hauteur, une valeur moyenne comparée à celle des autres Phorusrhacidae. Il possède une mandibule et un os maxillaire relativement grands, en comparaison aux autres « oiseaux-terreur ».
Des fortes ressemblances entre Andalgalornis et Phorusrhacos existent, bien qu'Andalgalornis possède un bec proportionnellement plus gros que les autres Phorusrhacidae. Ce bec est plus puissant sur le plan horizontal que sur le plan vertical. Cette faiblesse au niveau du bec pousse les paléontologues à penser qu'Andalgalornis se nourrissait principalement de petites proies plutôt que de gros animaux, les petites proies pouvant être tuées d'un seul coup de bec. Le bec était également adapté pour déchirer la chair des proies. Cette méthode rappelle des techniques de chasse d'autres superprédateurs préhistoriques, comme Smilodon ou Allosaurus.
Une étude des vertèbres d'Andalgalornis montre que ces dernières étaient adaptées à la chasse, lui fournissant un angle d'attaque de près de 120° et lui permettant de procéder à des attaques très rapides. 

## Découverte et répartition
Un squelette incomplet d'Andalgalornis a été découvert dans le Nord de l'Argentine dans la province d'Entre Ríos et dans la province de Catamarca. Ces fossiles remontent au Miocène supérieur (Huayquérien) ; ils datent d'approximativement de 9 à 6,8 millions d'années,. 